# Rivière Nicolet Centre
Rivière Nicolet Centre är ett vattendrag i Kanada.   Det ligger i provinsen Québec, i den sydöstra delen av landet, 300 km öster om huvudstaden Ottawa.
I omgivningarna runt Rivière Nicolet Centre växer i huvudsak blandskog. Runt Rivière Nicolet Centre är det glesbefolkat, med 9 invånare per kvadratkilometer.